# University Press of Mississippi
University Press of Mississippi est une maison d'édition fondée en 1970, parrainée par les huit universités d'État de l'État du Mississippi aux États-Unis et dont le siège est localisé à Jackson.

## Universités
- Université d'État Alcorn (Alcorn State University)
- Delta State University (en)
- Université d'État de Jackson (Jackson State University)
- Université d'État du Mississippi (Mississippi State University)
- Mississippi University for Women (en)
- Université d'État de la Vallée du Mississippi (Mississippi Valley State University)
- Université du Mississippi (University of Mississippi)
- University of Southern Mississippi